# The Sorrows
The Sorrows, brittiskt R&B-inspirerat mods-band bildat 1963 i Coventry, England. Gruppen fick en hit 1965 med "Take a Heart".

## Medlemmar
Originalmedlemmar
- Philip (Pip) Whitcher (f. 1943 i Coventry) – sång, gitarr
- Don Fardon (f. Donald Arthur Maughn 19 augusti 1940 i Coventry) – sång
- Philip (Phil) Packham (f. 13 juni 1945 i Bidford-on-Avon, Warwickshire) – basgitarr
- Wez Price (f. Wesley Price 19 juli 1945 i Coventry) – gitarr
- Bruce Finley (f. 20 september 1944 i Huntly, Aberdeenshire) – trummor

Nuvarande medlemmar
- Don Fardon – sång
- Nigel Lomas – trummor, sång
- Marcus Webb – gitarr
- Brian Wilkins – gitarr, munspel, sång
- Mark Mortimer – basgitarr

Övriga medlemmar
- Roger (Rog) Lomas (f. Roger David Lomas 8 oktober 1948 i Coventry) – gitarr (1966–1967)
- Chuck Fryers (f. Alan Paul Fryers 24 maj 1945 i Bognor Regis, West Sussex) – gitarr, sång (1967–1969)
- Geoff Prior – basgitarr (1967)
- Chris Smith – sång, orgel

## Diskografi
Album
- Take a Heart (1965)
- Old Songs, New Songs (1967)
- Pink, Purple, Yellow and Red (1987)
- The Sorrows (1991)

Singlar
- "I Don't Wanna Be Free" / "Come With Me" 1965)
- "Baby" / "Teenage Letter" (1965)
- "Take A Heart" / "We Should Get Along Fine" (1965) (#21 på UK Singles Chart)
- "You've Got What I Want" / "No No No No" (1966)
- "Let The Live Live" / "Don't Sing No Sad Songs For Me" (1966)
- "Let Me In" / "How Love Used To Be" (1966)
- "Pink, Purple, Yellow and Red" / "My Gal" (1967)